# ウナイ・ベルガラ
ウナイ・ベルガラ・ディエス＝カバジェロ（Unai Vergara Díez-Caballero、1977年1月20日 - ）は、スペイン・バスク州ポルトゥガレテ出身の元サッカー選手。現役時代のポジションはDF。

## 経歴
バスク州のポルトゥガレテに生まれたが、育ちはカタルーニャ州である。カタルーニャ州のセグンダ・ディビシオンB所属クラブであるUEサン・アンドレウ、UDAグラマネートから1999年セグンダ・ディビシオン所属のCPメリダへ移籍しレギュラーとして活躍、クラブは財政難により翌年限りで解散となるも自らは同年プリメーラ・ディビシオン昇格を果たしたビジャレアルCFへと順調なステップアップを続ける。2000年のシドニー五輪にカルレス・プジョルやシャビ・エルナンデスらとともに参加し、銀メダルを獲得した。ベルガラは3試合に出場した。2001年2月28日のイングランド戦でスペイン代表デビューした。バスク州選抜でもプレーした。
ビジャレアルでは3年間で公式戦70試合に出場したが、度重なる故障を負いアルバセテ・バロンピエにレンタル移籍、2004年にビジャレアルを放出されてからは下部リーグのクラブを転々とし、2008年に引退した。